# 562. grenadirski polk (Wehrmacht)
562. grenadirski polk (izvirno nemško 562. Grenadier-Regiment; kratica 562. GR) je bil pehotni polk Heera v času druge svetovne vojne.

## Zgodovina
Polk je bil ustanovljen marca 1945 s preimenovanjem 562. grenadirskega šolskega polka in dodeljen 154. pehotni diviziji.